# HAT-P-11
Désignations
HAT-P-11, également appelée GSC 03561-02092 voire Kepler-3, est une étoile de magnitude visuelle 9,6 située à environ ∼ 123 a.l. (∼ 37,7 pc) du Système solaire, dans la constellation du Cygne. Cette naine orange de type spectral K4 V a une métallicité double de celle du Soleil et est un peu plus âgée que ce dernier. Elle a comme particularité de posséder un mouvement propre significatif, de 263,91 mas·an-1.
Une exoplanète de type Neptune chaud, appelée HAT-P-11 b, a été détectée autour de cette étoile en janvier 2009 par la méthode des transits.